# 桂鎬
桂鎬（1441年—？），字宗周，浙江寧波府慈谿縣人，軍籍。明朝政治人物。進士出身。

## 生平
成化七年（1471年）辛卯科浙江鄉試第四十名。成化八年（1472年）壬辰科會試第二百三十五名，殿試登進士第三甲第二十三名。官監察御史，弘治元年（1488年）考察去職。

## 家族
曾祖父桂慎，曾任中書舍人。祖父桂益孫，曾任縣丞。父亲桂廷琰。